# Il maligno
Il maligno (The Devil's Rain) è un film statunitense del 1975 diretto da Robert Fuest.
È un film horror con Ernest Borgnine, Eddie Albert e Ida Lupino. John Travolta appare in un ruolo minore all'inizio.

## Trama
In una rurale e piccola città dell'Arizona vive una setta di adoratori del Maligno (il demonio), con a capo il mefistofelico Jonathan Corbis (Ernest Borgnine). La setta possiede un amuleto di cristallo che, secondo la tradizione, custodisce le anime prigioniere delle loro vittime sacrificali. Deciso a mettere le mani su un libro che contiene le identità di tutte le vittime, Corbis non esita ad ordinare il massacro dei Preston pur di mantenere segreta l'esistenza del volume. Scampato al massacro, Tom Preston (Tom Skerritt) pianifica la sua personale vendetta.

## Produzione
Il film, diretto da Robert Fuest su una sceneggiatura di Gabe Essoe, James Ashton e Gerald Hopman, fu prodotto da James V. Cullen, Michael S. Glick e Louis Peraino per la Sandy Howard Productions e girato a Durango in Messico. Il satanista Anton LaVey è accreditato come consulente tecnico del film (oltre ad apparire in un ruolo minore).

## Distribuzione
Il film fu distribuito negli Stati Uniti nel luglio del 1975 al cinema dalla Bryanston Distributing e per l'home video dalla United Home Video nel 1987.
Alcune delle uscite internazionali sono state:
- in Svezia il 26 maggio 1976 (I satans klor)
- in Francia il 27 luglio 1977
- in Germania Ovest il 27 aprile 1979 (Nachts, wenn die Leichen schreien)
- in Grecia (I vrohi tou Diavolou)
- in Polonia (Diabelska ulewa)
- in Norvegia (Djevelens regn)
- nel Regno Unito (Hell Rain)
- in Spagna (La lluvia del diablo)
- in Francia (La pluie du diable)
- in Italia (Il maligno)

## Promozione
Le tagline sono:
- "Absolutely the most incredible ending of any motion picture".
- "Heaven help us all when The Devils Rain!".